# Avslöjad preferens
Avslöjade preferenser (engelska: revealed preference) är en metod inom samhällsvetenskap, särskilt nationalekonomi, för att ta reda på vad en individ egentligen har för preferens (värdering eller vad som föredras) genom att studera individens beteende. Termen används framför allt inom studiet av konsumentbeteende. Enligt teorin om avslöjad preferens visas vad en person verkligen föredrar bäst genom att studera hur individen handlar, till exempel i motsats till vad personen säger sig föredra. Inom studiet av konsumentbeteende betyder det i stort sett att konsumenternas preferenser avslöjas av deras köpvanor.
Teorin är viktig vid studiet av flera slags preferenser och underliggande värderingar. Samhällsvetare vet att sociala normer och konventioner i många sammanhang utövar ett starkt tryck på individer att framföra sådana åsikter, värderingar och preferenser som förväntas av omgivningen, snarare än att uttrycka sig ärligt. Genom att istället studera beteende kan man upptäcka vad individerna egentligen värderar. 
Begreppet avslöjade preferenser introducerades 1931 av den amerikanske ekonomen och filosofen Frank Ramsay men det var ekonomen Paul Samuelson som utvecklade begreppet och som kommit att förknippas med det. Teorin om avslöjade preferenser kom till därför att teorierna om konsumenters efterfrågan vid dess tillkomst baserades på avtagande substitutionsnivåer (MRS, marginal rate of substitution). Denna avtagande substitutionsnivå bygger på antagandet att konsumenter fattar konsumtionsbeslut baserat på deras intention att maximera sin egen nytta. Medan nyttomaximering inte var ett kontroversiellt antagande, kunde de underliggande nyttofunktionerna inte mätas med hög säkerhet. Teorin om avslöjade preferenser konsoliderade efterfrågeteorin då den skapade ett sätt att bestämma nyttofunktioner genom att observera beteende.